# Grottes du Bue Marino
Les grottes du Bue Marino (en italien : Grotte del Bue Marino) sont des cavités karstiques ouvertes au public et situées sur le littoral de la commune de Dorgali, dans la province de Nuoro, partie orientale de la Sardaigne.
Elles doivent leur appellation en langue sarde du phoque moine, aujourd'hui disparu de la région.
L'entrée touristique peut être atteinte par la mer, et le port le plus proche se trouve à Cala Gonone (it).

## Description
Longue d'environ 15 km, après une entrée commune, la grotte se subdivise en deux branches distinctes : la branche nord et la branche sud. La branche sud, longue de 900 m, est ouverte au public. L'espace visitable est formé par une grande galerie ornée de stalactites et stalagmites qui se reflètent dans les eaux limpides d'un lac souterrain salé d'un kilomètre carré, et formant des effets chromatiques aux nuances multiples.
Cette zone se termine par la plage des phoques, un endroit où le phoque moine se reproduisait jadis et où l'eau douce alimentée par des rivières souterraines se mélange avec l'eau de mer.
La cavité continue encore pendant plusieurs kilomètres à l'intérieur du massif karstique des Supramonte (it) et fait toujours l'objet de recherches spéléologiques.
Le site est également intéressant du point de vue archéologique et biospéléologique. Sur une paroi de la première partie ont été découvertes des gravures rupestres datant de la culture d'Ozieri qui révèlent une danse autour d'une sculpture considérée par les savants comme une représentation du disque solaire. Ils peuvent être atteints par la mer et le port le plus proche est Cala Gonone, à 50 minutes à pied.
À la suite d'une exploration effectuée en juin 2016 par un groupe de spéléologie sous-marine, la jonction a eu lieu avec les grottes de Su Molente, Monte Longos et Su Palu, rejoignant le complexe karstique de Codula di Ilune, totalisant plus de 70 km(76 km), qui forme la plus longue grotte italienne (cf. Liste des cavités naturelles les plus longues d'Italie).

Vues des grottes du Bue Marino
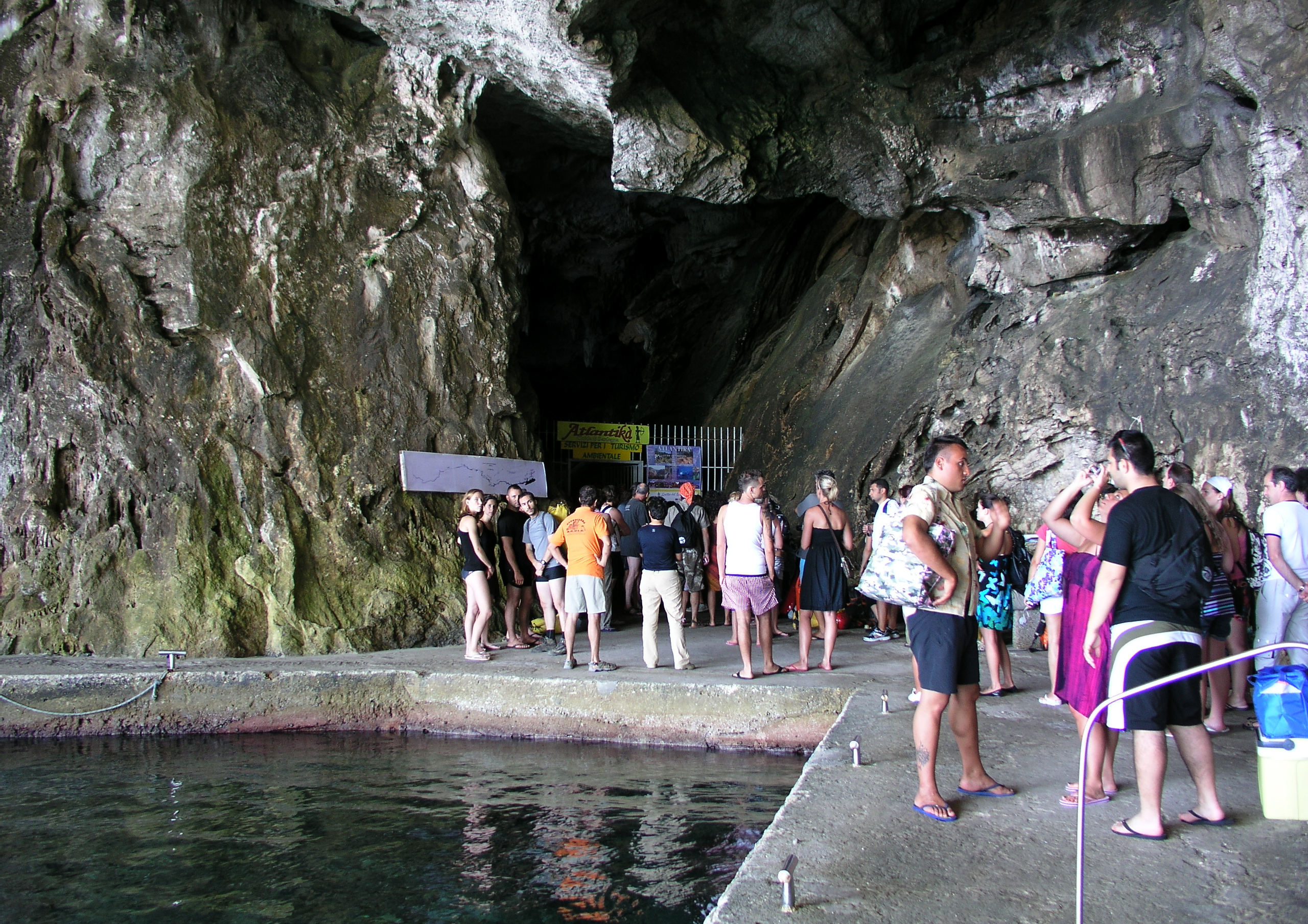
Billetterie.
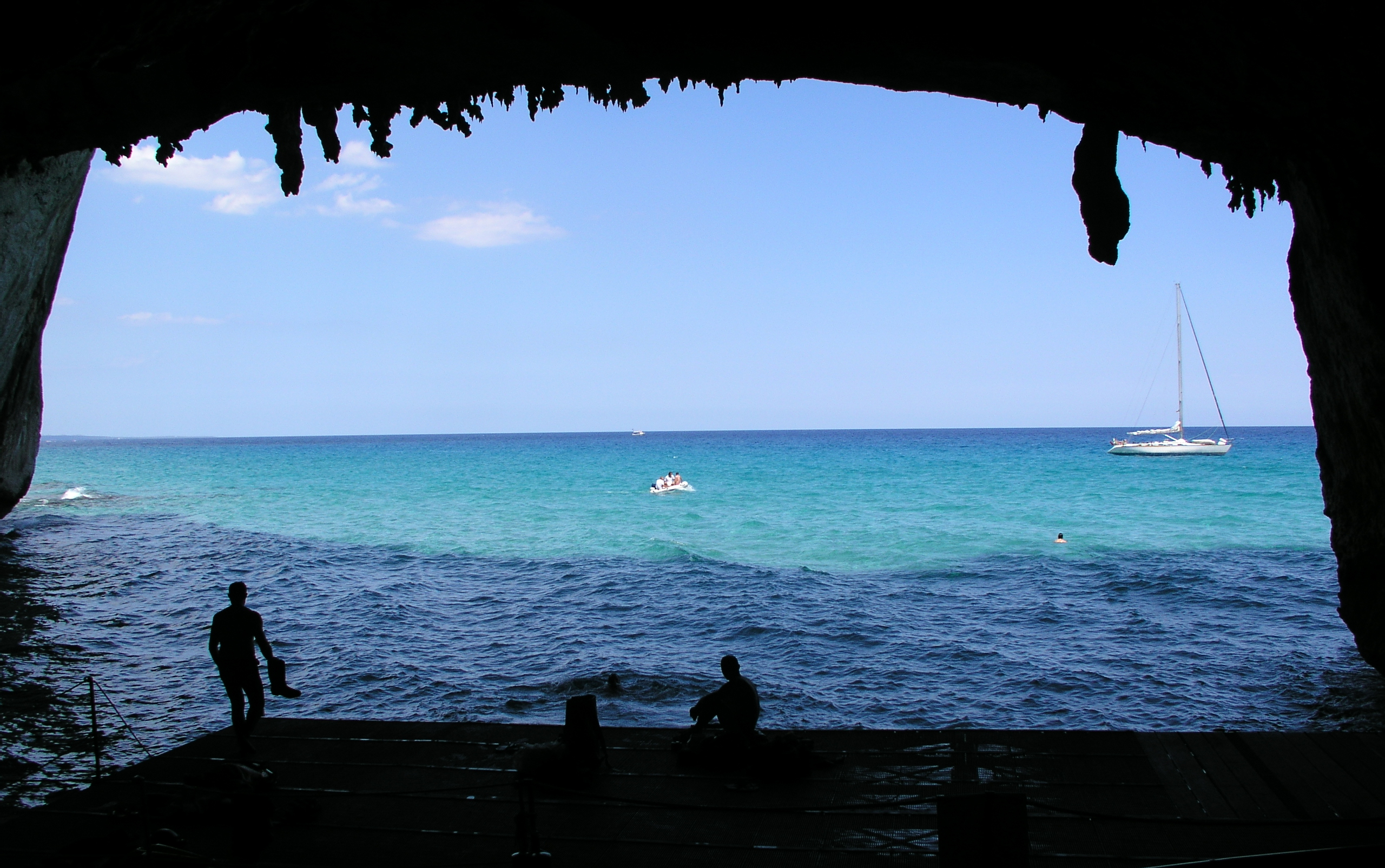
Plateforme donnant sur la mer.
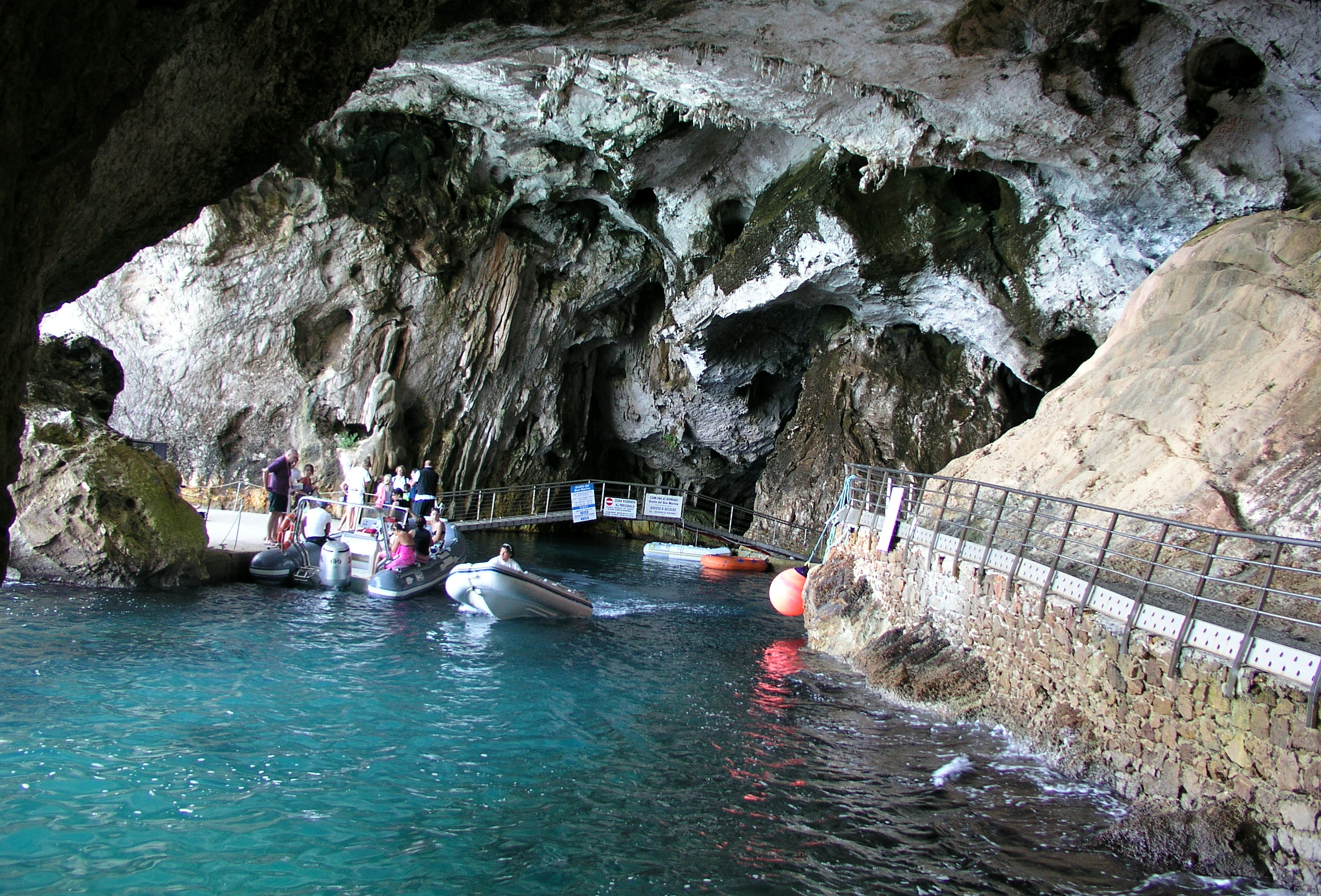
Débarcadère.
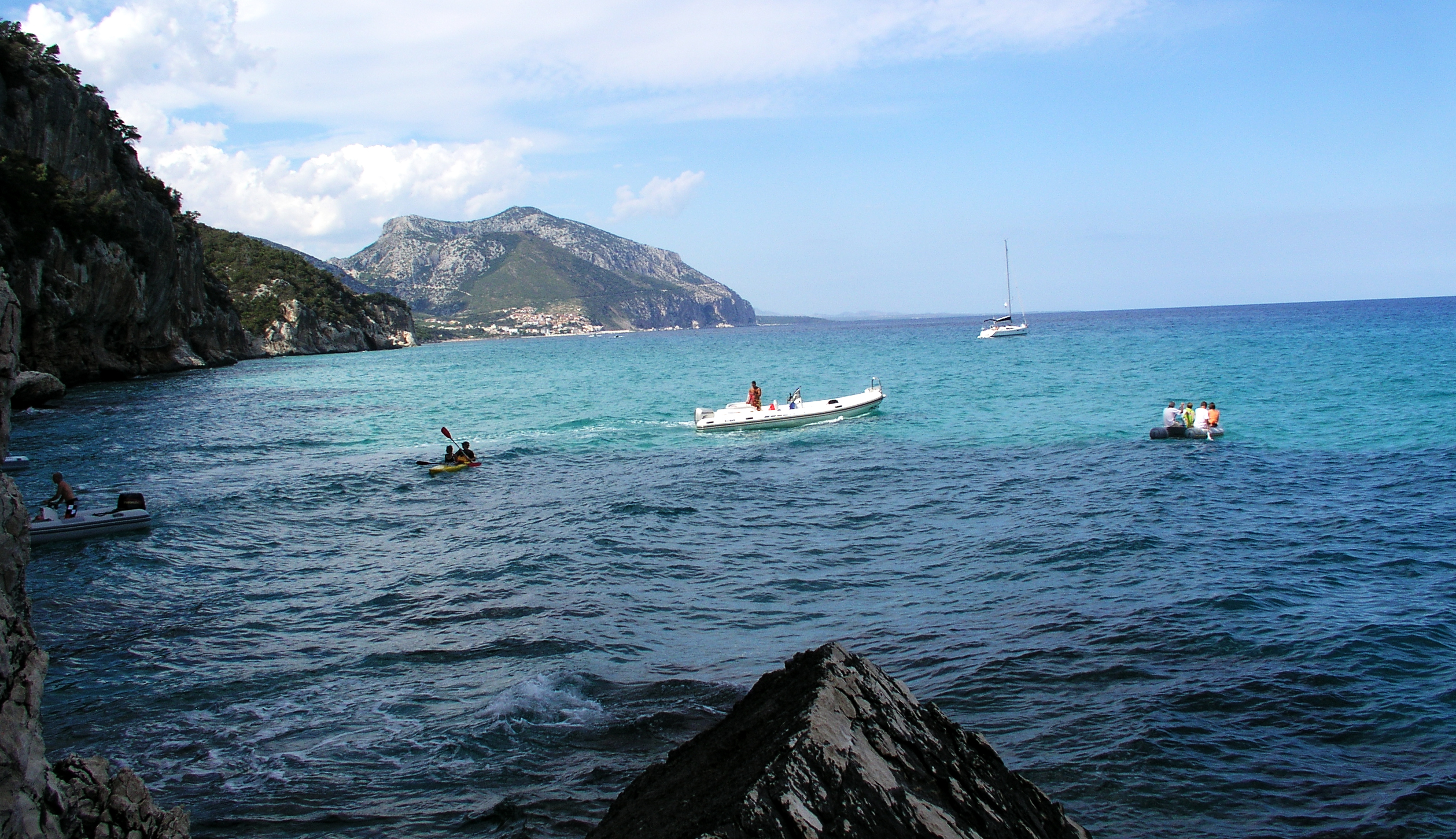
Entrée des bateaux. Au loin, le port de Cala Gonone.
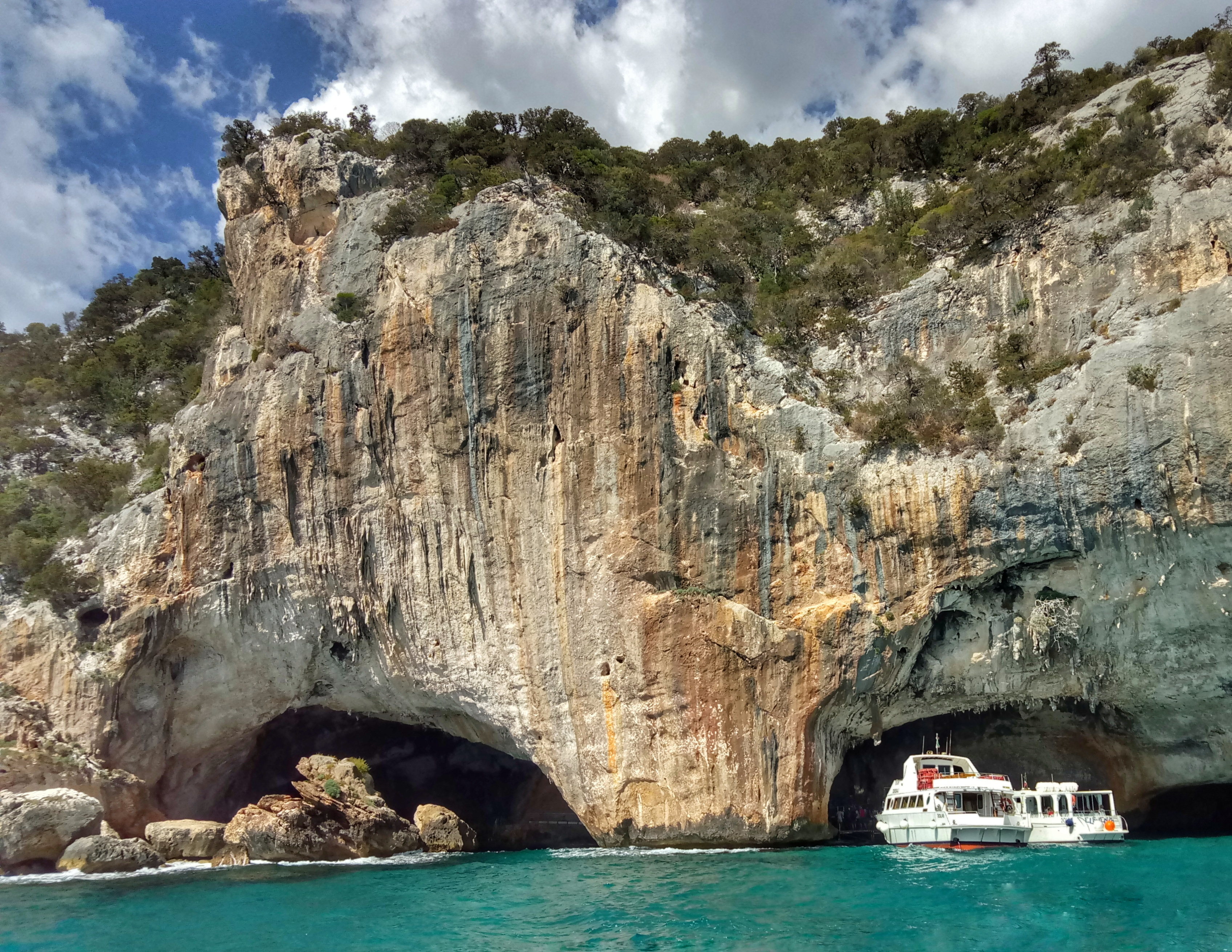
Entrées des grottes.
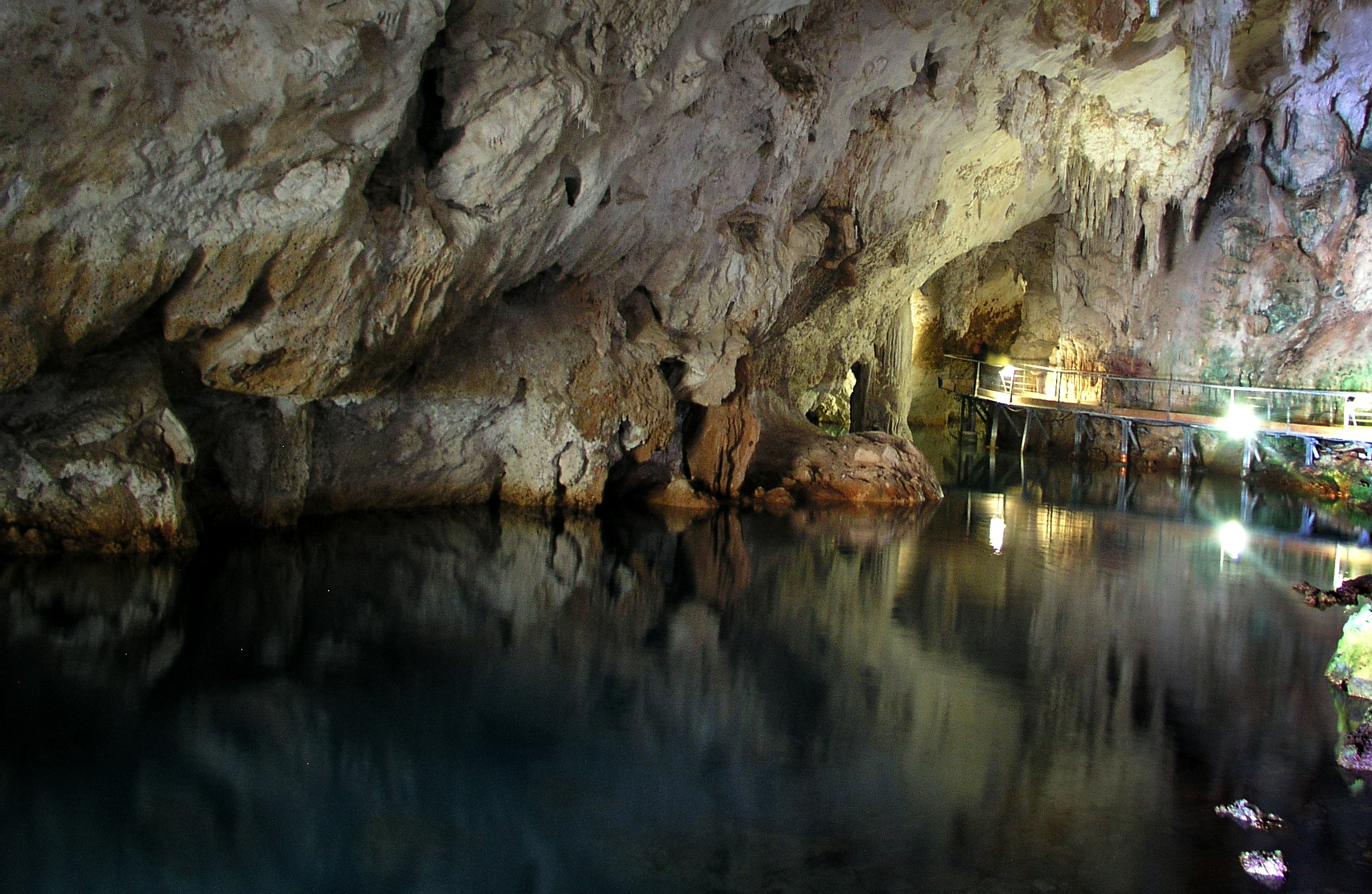
Passerelle à l'intérieur de la branche sud.
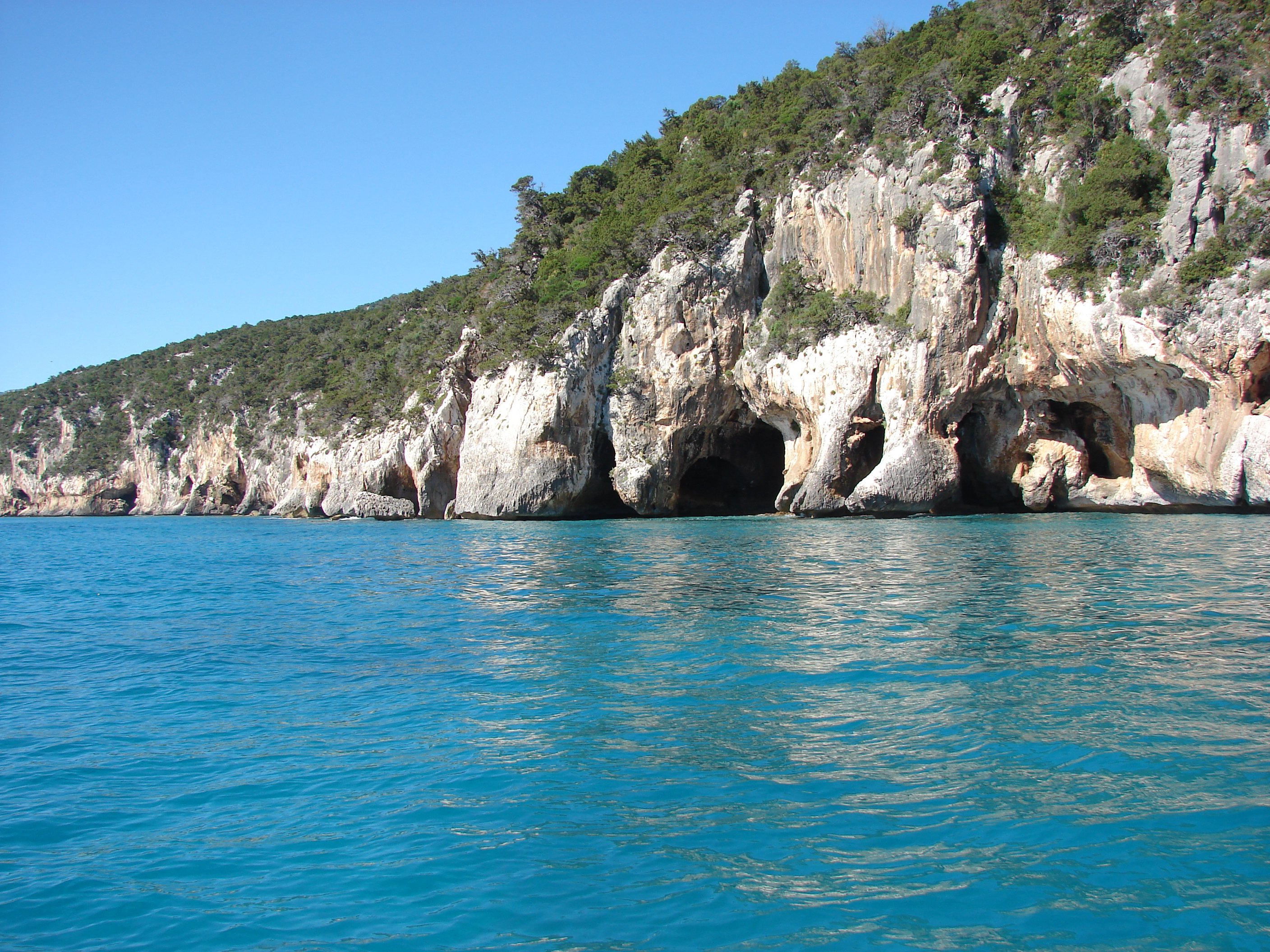
Les grottes depuis la mer.
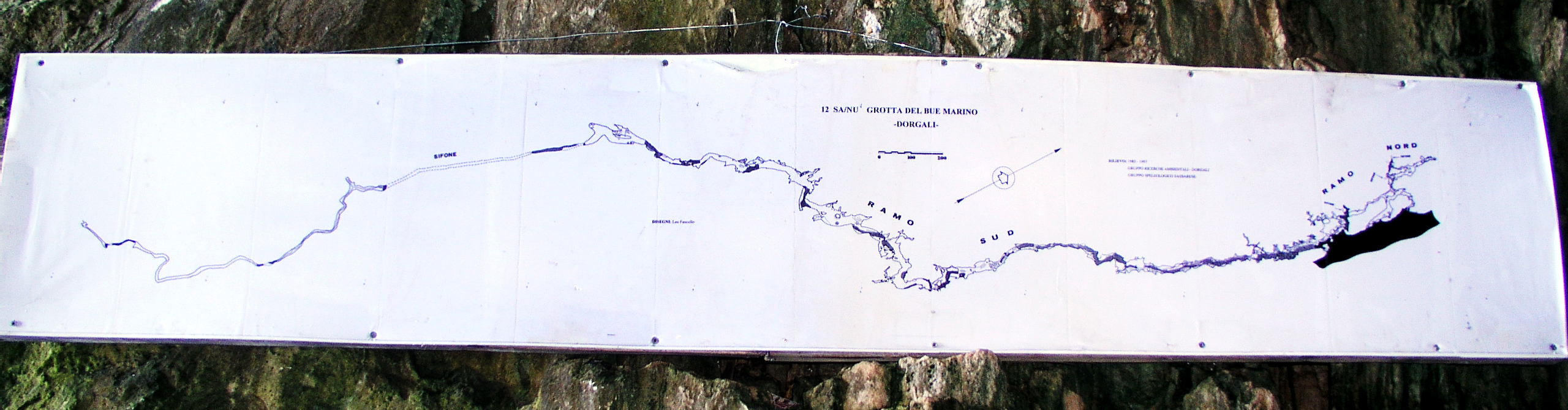
Plan de la branche sud.